# Private Investigations
Private Investigations è una canzone dei Dire Straits, inserita nell'album Love over Gold del 1982.
Brano di grande successo, ha raggiunto la seconda posizione nella classifica dei singoli più venduti del Regno Unito, la prima nei Paesi Bassi per cinque settimane e nella Fiandre (in Belgio) e la quarta in Francia e Svizzera.

## Struttura del brano
La musica inizia e si sviluppa intorno alle note di un pianoforte accompagnate dai fraseggi della chitarra classica. Poco dopo la metà della canzone, il ritmo rallenta e viene scandito dalle pulsazioni del basso; un breve assolo di chitarra elettrica introduce una lunga coda strumentale caratterizzata dal dialogo tra chitarra classica e marimba. Knopfler ha inoltre inserito nella parte finale del brano il suono dei suoi stessi passi, il rumore di una monetina che gira su un tavolo e quello di un bicchiere che si rompe.
La prima parte del brano, che supporta il cantato, verrà riproposta da Knopfler nel brano A Fistful of Ice Cream, contenuto nella colonna sonora del film Comfort and Joy.
La seconda parte del brano, quella strumentale (dopo la frase scarred for life no compensation, private investigations) è stata in realtà già utilizzata dalla band nel tour del 1980 a supporto dell'album Making Movies. È infatti la coda di chiusura del brano News, come si può ascoltare dal bootleg Dortmund 1980.

## Formazione

### Dire Straits
- Mark Knopfler – voce, chitarra classica e chitarra elettrica
- John Illsley – basso
- Hal Lindes – chitarra elettrica
- Alan Clark – pianoforte e tastiere
- Pick Withers – batteria

### Altri musicisti
- Mike Mainieri – marimba

## Classifiche
| Classifica (1982) | Posizione massima |
| ----------------- | ----------------- |
| Australia         | 21                |
| Austria           | 19                |
| Belgio (Fiandre)  | 1                 |
| Finlandia         | 18                |
| Francia           | 4                 |
| Irlanda           | 2                 |
| Italia            | 13                |
| Nuova Zelanda     | 16                |
| Paesi Bassi       | 1                 |
| Regno Unito       | 2                 |
| Svizzera          | 4                 |